# Sindaci di Maratea
I sindaci di Maratea dal 1946 ad oggi sono i seguenti.
Segue la cronotassi dei sindaci di Maratea, dal 1946 ad oggi.

## Cronotassi dei sindaci

### Regno d'Italia (1861-1946)
Regno d'Italia

#### Sindaci dal 1943 al 1946
| Periodo          | Periodo          | Primo cittadino  | Partito     | Carica            | Note |
| ---------------- | ---------------- | ---------------- | ----------- | ----------------- | ---- |
| 1943             | 14 novembre 1943 | Achille Raeli    | - - - - - - | commissario pref. |      |
| 15 novembre 1943 | marzo 1944       | Achille Raeli    |             | sindaco           |      |
| aprile 1944      | maggio 1944      | Francesco Brando |             | sindaco           |      |
| agosto 1944      | marzo 1945       | Biagio Vitolo    |             | commissario pref. |      |
| aprile 1945      | ottobre 1946     | Vincenzo Maimone |             | sindaco           |      |

### Repubblica Italiana (1946-oggi)
Repubblica Italiana

#### Sindaci nominati dal consiglio comunale (1946- 1995)
| Periodo          | Periodo          | Primo cittadino      | Partito                 | Carica  | Note |
| ---------------- | ---------------- | -------------------- | ----------------------- | ------- | ---- |
| novembre 1946    | maggio 1947      | Biagio Brando        |                         | sindaco |      |
| giugno 1947      | 12 luglio 1949   | Nicola De Filippo    |                         | sindaco |      |
| 5 agosto 1949    | 31 maggio 1952   | Fernando Siciliani   |                         | sindaco |      |
| 31 maggio 1952   | 16 ottobre 1961  | Biagio Vitolo        | Democrazia Cristiana    | sindaco |      |
| 27 novembre 1961 | 22 novembre 1964 | Gaetano Tripodi      | Democrazia Cristiana    | sindaco |      |
| 4 gennaio 1965   | 14 gennaio 1970  | Vincenzo D'Alascio   | Lista Civica La Sveglia | sindaco |      |
| 19 gennaio 1970  | 7 giugno 1970    | Mario Petrillo       | Lista Civica La Sveglia | sindaco |      |
| 27 giugno 1970   | 30 ottobre 1973  | Pasquale Stoppelli   | Democrazia Cristiana    | sindaco |      |
| 30 ottobre 1973  | 10 dicembre 1975 | Mario Di Trani       | Democrazia Cristiana    | sindaco |      |
| 10 dicembre 1975 | 15 giugno 1986   | Fernando Sisinni     | Democrazia Cristiana    | sindaco |      |
| 29 luglio 1986   | 15 maggio 1987   | Pietro Limongi       | Democrazia Cristiana    | sindaco |      |
| 15 maggio 1987   | 4 marzo 1993     | Antonio Brando       | Democrazia Cristiana    | sindaco |      |
| 4 marzo 1993     | 23 aprile 1995   | Giuseppe Della Morte | Democrazia Cristiana    | sindaco |      |

#### Sindaci eletti direttamente dai cittadini (1995-oggi)
| Periodo          | Periodo          | Primo cittadino    | Partito                                  | Carica            | Note |
| ---------------- | ---------------- | ------------------ | ---------------------------------------- | ----------------- | ---- |
| 23 aprile 1995   | 28 febbraio 1997 | Francesco Sisinni  | Lista Civica Maratea 2000                | sindaco           |      |
| 29 febbraio 1997 | 26 aprile 1997   | Alberico Gentile   | - - - - - -                              | commissario pref. |      |
| 27 aprile 1997   | 14 maggio 2001   | Mario Di Trani     | Lista civica                             | sindaco           |      |
| 15 maggio 2001   | 1 luglio 2004    | Giuseppe Schettino | Lista civica Rinascita marateota         | sindaco           |      |
| 2 luglio 2004    | 4 aprile 2005    | Angelo Di Caprio   | - - - - - -                              | commissario str.  |      |
| 5 aprile 2005    | 30 giugno 2008   | Francesco Ambrosio | Lista Civica Alleanza di centro-sinistra | sindaco           |      |
| 1 luglio 2008    | 8 giugno 2009    | Luca Rotondi       | - - - - - -                              | commissario str.  |      |
| 9 giugno 2009    | 25 maggio 2014   | Mario Di Trani     | Lista Civica Per Maratea                 | sindaco           |      |
| 26 maggio 2014   | 26 maggio 2019   | Domenico Cipolla   | Lista Civica Maratea Viva                | sindaco           |      |
| 27 maggio 2019   | 10 giugno 2024   | Daniele Stoppelli  | Lista Civica Rinascita                   | sindaco           |      |
| 11 giugno 2024   | in carica        | Cesare Albanese    | Lista Civica Maratea è Viva              | sindaco           |      |